# 海灘25街車站
海灘25街車站（英語：Beach 25th Street station），又稱「海灘25街-威夫克萊斯特車站」（英語：Beach 25th Street–Wavecrest station），是紐約地鐵IND洛克威線的一個地鐵站，位於皇后區海灘25街及洛克威道路交界，設有A線（任何時候停站）列車服務。

## 車站結構
| 月台層 | 側式月台 | 側式月台                              |
| 月台層 | 北行     | ← 往英伍德-207街 (海灘36街)           |
| 月台層 | 南行     | → 往遠洛克威-莫特大道 (總站) →        |
| 月台層 | 側式月台 |                                       |
| 夾層   | 夾層     | 閘機、車站詢問處、Metrocard自動售票機 |
| Ground | 街道層   | 出入口                                |

此站設於無碴軌道的混凝土高架橋上。此站在遠洛克威-莫特大道車站啟用以前一度成為遠洛克威支線的總站19個月。

## 外部連結

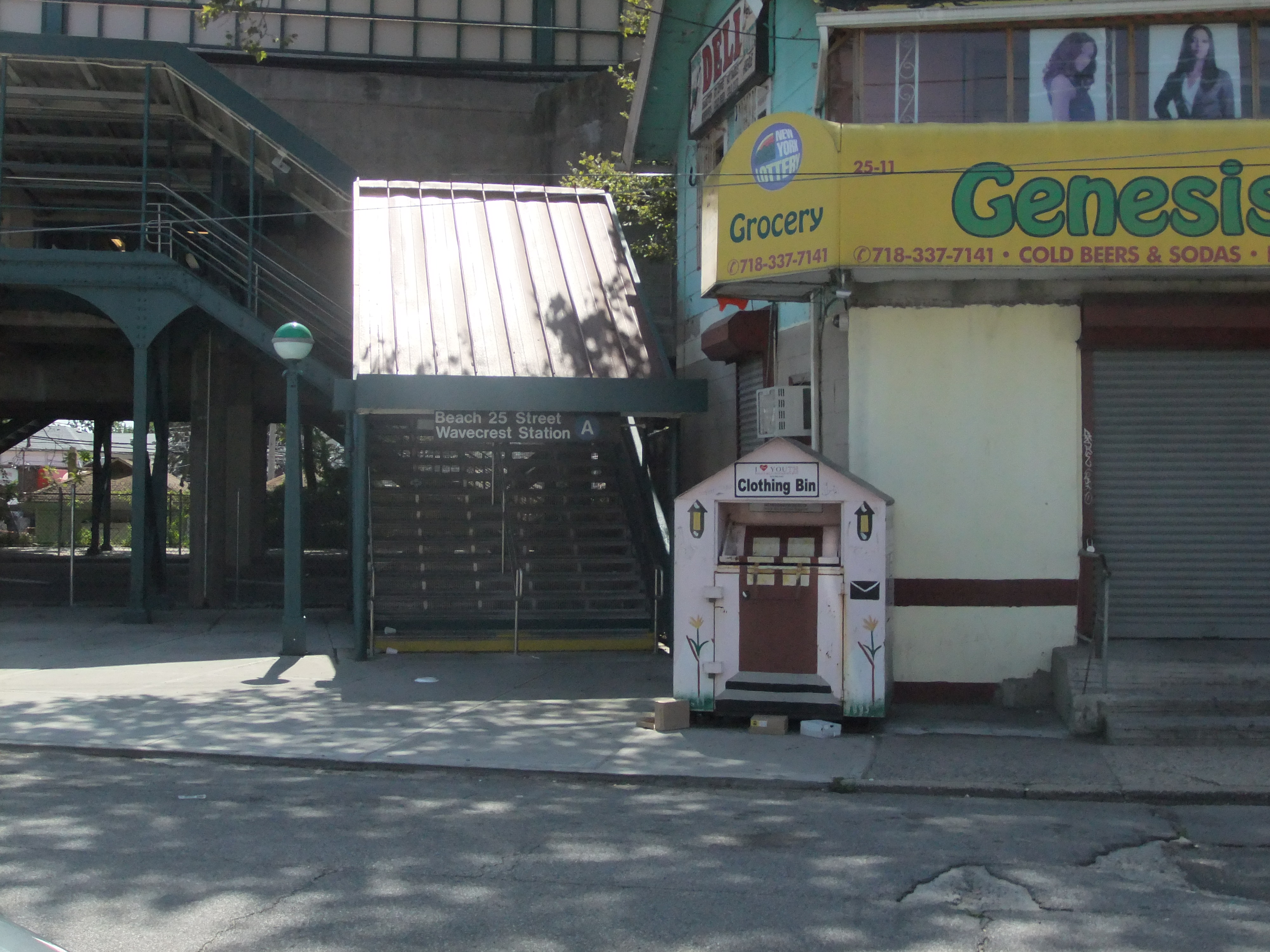
北側梯

- nycsubway.org—IND Rockaway: Beach 25th Street/Wavecrest
- Station Reporter — A Rockaway
- The Subway Nut — Beach 25th Street–Wavecrest Pictures （页面存档备份，存于）
- Beach 25th Street entrance from Google Maps Street View